# São Miguel do Passa Quatro
São Miguel do Passa Quatro är en kommun i Brasilien.   Den ligger i delstaten Goiás, i den sydöstra delen av landet, 160 km sydväst om huvudstaden Brasília. Antalet invånare är 3 761.
Omgivningarna runt São Miguel do Passa Quatro är huvudsakligen savann. Runt São Miguel do Passa Quatro är det mycket glesbefolkat, med 7 invånare per kvadratkilometer.